# Contea di Brehna

Stemma di Brehna

La contea di Brehna fu una contea del Sacro Romano Impero, che si trovava tra il margraviato di Meißen e il ducato di Sassonia-Wittenberg. Il nome della contea derivava dal villaggio di Brehna, che ne era la capitale.

## Storia

### Costituzione
Nel 1017, il conte di Wettin Teodorico I ereditò i possedimenti di suo zio, il conte Federico di Eilenburg, il quale aveva avuto solo figlie, che non potevano ereditare. Dopo l'assassinio del conte, nel 1034 Teodorico II assegnò le proprietà paterne ai suoi figli:
- Eilenburg andò a Dedi II, il quale lo lasciò in eredità nel 1075 a suo figlio Enrico I;
- la contea di Brehna andò a Thimo il Vecchio e a Gero.

### Brehna
Sembra che il villaggio e la contea siano state citate con il nome di Brehna (Brene) per la prima volta nel 1053. Già prima del 1053 il conte Thimo I fece edificare un castello a Brehna.
Inizialmente, i due fratelli gestirono insieme la contea. In seguito, Thimo I e Gero ricevettero rispettivamente Brehna e Camburg. Entrambi i fratelli presero parte alle battaglie dei signori sassoni contro Enrico IV e sostennero temporaneamente l'anti-re Rodolfo di Svevia.
Come successivo conte è noto Thimo II il Giovane sebbene la sua esistenza non sia stata stabilita con certezza; alcuni ricercatori lo considerano figlio di Thimo I (nato prima del 1034) e come possibile padre di Corrado I, alla cui nascita (attorno al 1098) avrebbe già avuto una notevole età. Thimo I o Thimo II lasciò due figli, Dedi IV e Corrado I il Grande. Siccome i figli di Gero, Teodorico, Guglielmo di Camburg e Günther, non avevano figli, la contea di Brehna nel 1106 passò a Corrado di Wettin.
Corrado I, che dal 1127 era margravio di Meißen e dal 1136 margravio di Bassa Lusazia, conte di Brehna, Camburg e signore della signoria di Eilenburg, occasionalmente si fermò a Brehna. Prima del suo ingresso nei Canonici agostiniani presso il convento del Petersberg, nei pressi di Halle (noto anche come Lauterberg), Corrado I lasciò tutti i suoi beni ai suoi figli. Federico I, il figlio più giovane, nato tra il 1142 e il 1145, sposato con Edvige, la figlia di Teobaldo I di Boemia-Jamnitz, ricevette le contee di Brehna e Camburg. Sorprendentemente è lui ad essere riconosciuto come il fondatore della nobile famiglia dei conti di Brehna, anche se già prima Corrado I di Wettin era stato conte a Brehna, e ingrandì la contea acquisendo numerosi possedimenti.

### Periodo di Herzberg
Dopo la sua morte avvenuta nel 1181, i suoi due figli, Ottone I e Federico II, trasferirono la sede della contea di Brehna a Herzberg (Elster), ma mantennero il nome di conti di Brehna. Il motivo per il trasferimento potrebbe essere stato la sua partecipazione all'espansione tedesca verso est. L'improvvisa morte di Enrico VI (1197), che innescò le controversie relative al trono tra gli Hohenstaufen e i Welfen, portò i due succitati figli di Federico a sostenere il re Filippo di Svevia. Nel 1203, tra le parti contendenti occorsero conflitti che interessarono anche la zona di Brehna. Il re di Boemia Ottocaro I e il langravio Ermanno I di Turingia, che erano passati alla parte guelfa, pressarono con le loro truppe, nel 1203, le città di Halle e Magdeburgo e devastarono Brehna e Wettin. Ottone I poté battere gli avversari con suo cugino, il conte Ulrico I di Wettin nelle battaglie di Landsberg e Zörbig. Il 23 dicembre 1203 Ottone I morì e fu sepolto nel convento di Brehna.

### Casata di Wettin
La contea fu così retta dal solo fratello Federico II. Dal 1206 fu tutore del conte Enrico III di Wettin. Dal momento che questi morì all'età di 12 anni (1217), con lui si estinse la linea dei conti di Wettin. La contea passò in gran parte alla casa di Brehna.
Il 6 ottobre 1220 morì sua moglie Giuditta, dalla quale ebbe quattro figli. Nel 1221 partecipò a una crociata in Terra santa, dove si unì all'Ordine dei Templari e presto morì di malattia.
I suoi due figli, Ottone II e Teodorico I, assunsero il governo della contea. I due fratelli, che avevano le contee di Brehna e Wettin saldamente in mano, risiedettero soprattutto a Herzberg, Schlieben e Löben. Nel 1234 Ottone II morì senza figli. La sua eredità andò al fratello minore Teodorico I.
Corrado II, l'unico figlio di Teodorico che decise di rimanere allo stato secolare, successe al padre. Gli succedette il suo figlio maggiore Alberto, che morì nel 1284 senza figli. Suo fratello Ottone IV divenne il suo successore. Il conte Ottone IV partecipò alla  Dieta convocata dal re Rodolfo I a Erfurt nel giugno 1290. Lì morì senza che vi fossero ulteriori rappresentanti della casata.

### Ascanidi
Dopo la morte di Ottone IV, siccome non aveva nominato alcun erede, la Contea passò al re Rodolfo I. Il 31 agosto 1290, il re Rodolfo I la cedette a suo nipote ancora minorenne, il duca ascanide Rodolfo I di Sassonia-Wittenberg. Da allora i duchi ascanidi portarono il titolo e lo stemma di Brehna. L'acquisizione della Contea di Brehna significò per il duca un aumento del potere, perché il reddito dei conti di Brehna doveva aggirarsi sui 2.000 marchi d'argento secondo l'Erfurter Peterschronik.
Con l'estinzione nel 1422 della linea dei Sassonia-Wittenberg degli Ascanidi, nel 1423 la Contea di Brehna passò a Federico I di Sassonia il Bellicoso, del casato dei Wettin, il quale il I agosto 1425 a Budapest fu investito formalmente con l'Elettorato di Sassonia, il titolo di arcimaresciallo dell'Impero, il Castello di Allstedt, la contea di Brehna e il burgraviato di Magdeburgo.
Con il Trattato di Lipsia del 1485, la Contea di Brehna cadde sotto il controllo della linea Ernestina, stabilita dall'elettore Ernst, e dal 1547 appartenne alla linea Albertina. Nel periodo 1658-1738 Brehna appartenne ai Sassonia-Merseburg. Nel 1815, a seguito del Congresso di Vienna, passò alla Prussia.

## I conti di Brehna
- Gero, † 1071
- Teodorico, 1071–1106
- Corrado il Grande, 1106-1156
- Federico I di Brehna, 1157–1181

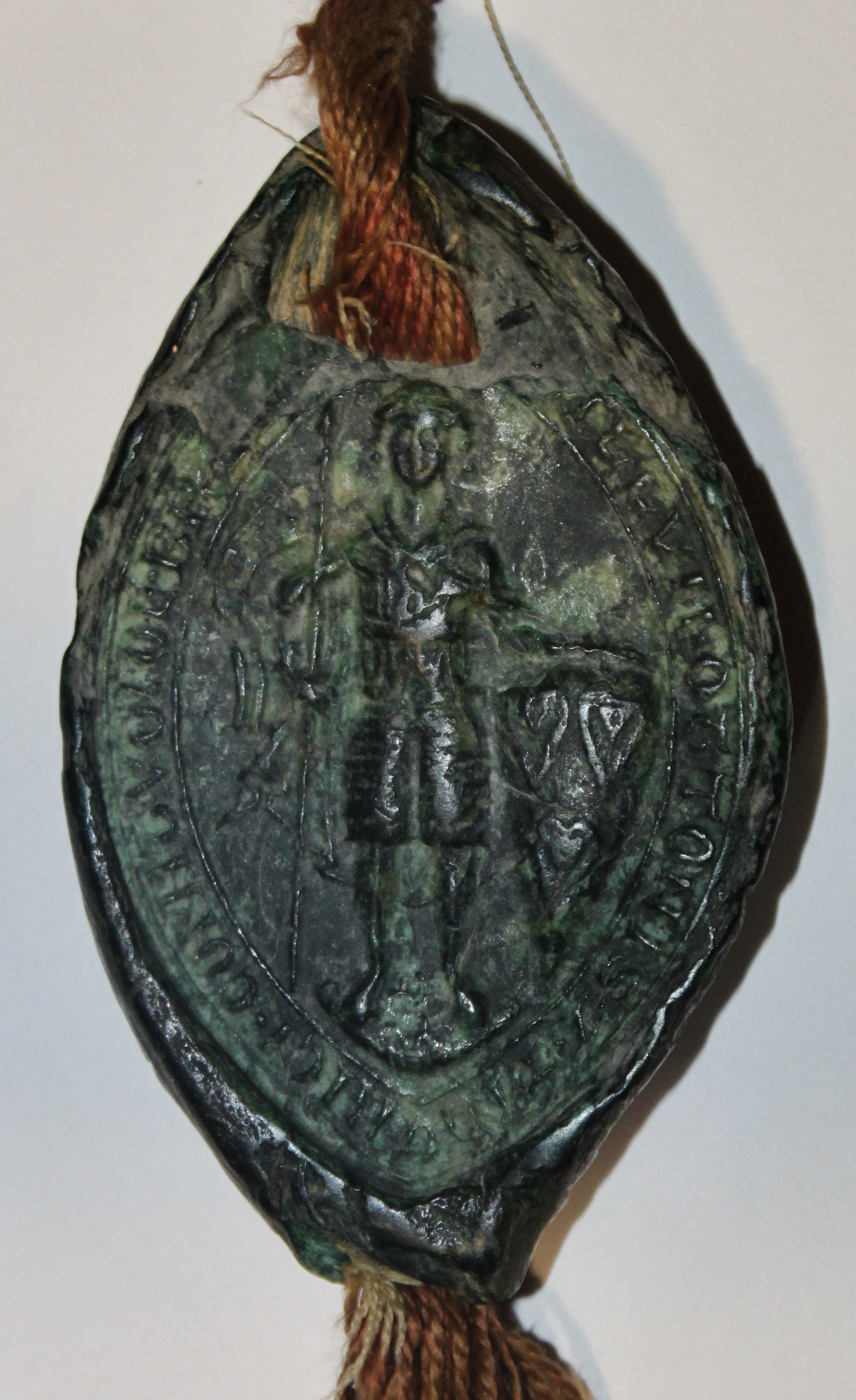
Sigillo del conte di Brehna, 1226

- Ottone I di Brehna, († 23 dicembre 1203) 1181–1203
- Federico II di Brehna e Wettin, († 16 ottobre 1221), 1181–1221
- Ottone II, 1221–1234
- Teodorico I, 1221–1264
- Corrado II, 1264–1274
- Alberto, 1274–1282
- Ottone III (IV), 1283–1290